# Marcia reale
La Marcia reale (estesamente, e secondo i casi, Fanfara e marcia reale d'ordinanza dell'esercito italiano) fu l'inno nazionale del Regno d'Italia dall'unificazione del Paese (1861) fino all'armistizio dell'8 settembre 1943, e nuovamente dalla liberazione di Roma (1944) alla caduta della monarchia sabauda (1946). Venne composta come marcia da parata nel 1831 o nel 1834 dal torinese Giuseppe Gabetti.

## Storia

### XIX secolo

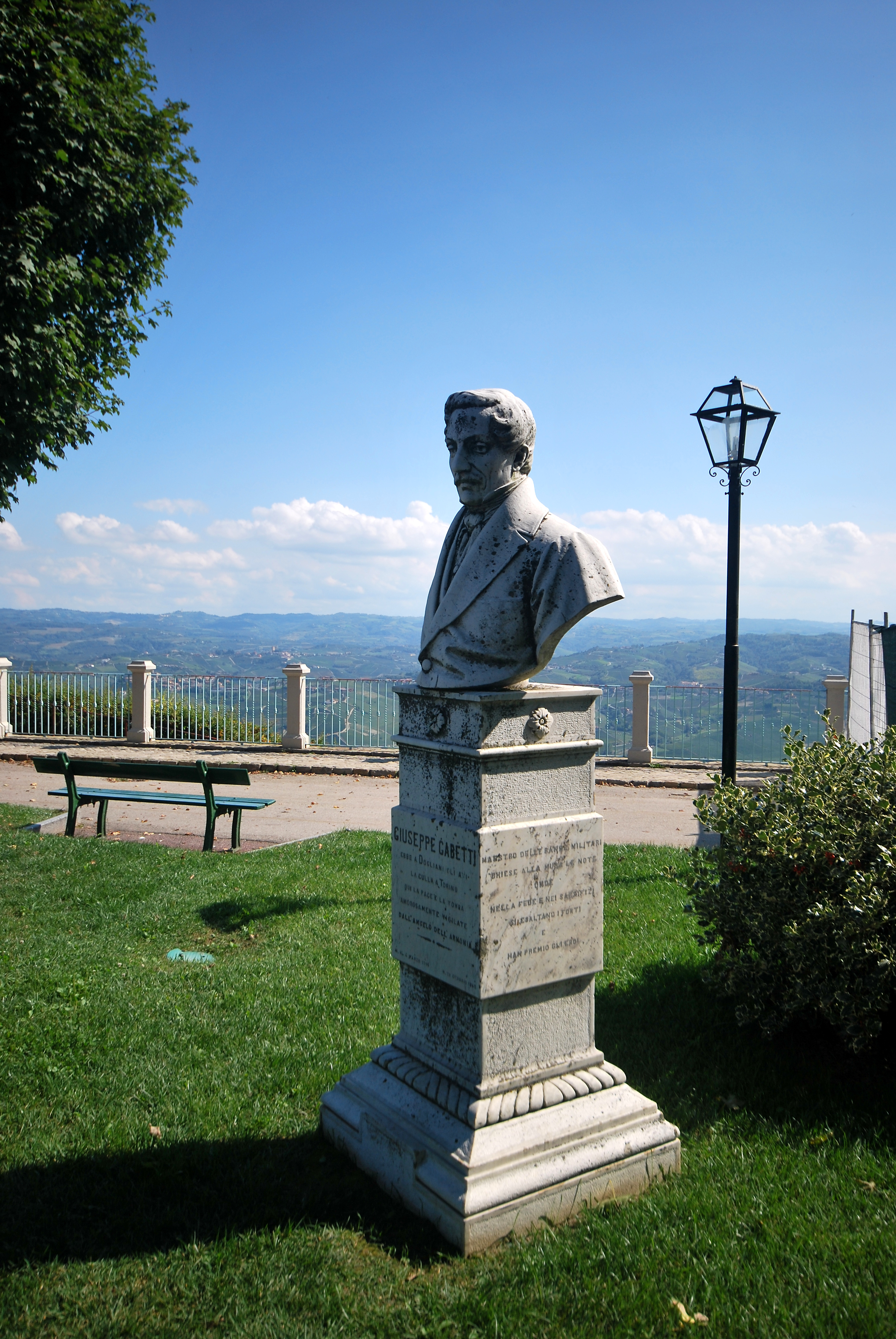
Il busto di Giuseppe Gabetti a La Morra, in Piemonte.

La genesi della composizione non è chiara. Secondo alcune fonti il re di Sardegna Carlo Alberto, poco dopo la sua ascesa al trono nel 1831, avrebbe manifestato il desiderio di avere una nuova marcia che accompagnasse le sue uscite pubbliche, in sostituzione di un vecchio inno che veniva eseguito da una piccola banda di pifferi. Il generale Ettore de Sonnaz, all'epoca colonnello del 1º reggimento fanteria "Savoia", avrebbe allora proposto a Giuseppe Gabetti, capo-musica del proprio reggimento, di realizzare una nuova marcia per il sovrano. Gabetti avrebbe composto due brani e li avrebbe fatti eseguire alla presenza di Carlo Alberto. Il primo era un lavoro del quale era pienamente soddisfatto, mentre il secondo lo convinceva di meno. Il re, inaspettatamente, avrebbe scelto proprio quest'ultimo, reputandolo di suo gradimento, mentre lo spartito della marcia scartata sarebbe stato successivamente distrutto dall'autore stesso.
Secondo altre fonti, invece, Giuseppe Gabetti avrebbe partecipato, insieme ad altri compositori, a un vero e proprio concorso per la scelta di una nuova marcia, indetto nel 1834 dall'allora Primo segretario di Stato di guerra Emanuele Pes di Villamarina, e lo avrebbe vinto. In ogni caso, comunque, l'autore rifiutò il premio di 50 lire che gli sarebbe spettato. La Marcia reale venne pubblicata come marcia speciale della brigata "Guardie" e come marcia generale per le altre nove brigate del Regno di Sardegna ("Savoia", "Piemonte", "Aosta", "Cuneo", "Regina", "Casale", "Pinerolo", "Savona" e "Acqui") con una circolare del 2 agosto 1834, firmata dal generale Pes di Villamarina, che ordinava: «Sua Maestà, nell'approvare una Marcia nuova d'ordinanza, speciale per la Brigata Guardie, ed una generale per tutte le altre nove Brigate, ordinò che d'ora in poi, ogni volta che le truppe defilino in parata, come altresì nelle riviste e simili, le musiche suonar debbano siffatta Marcia d'ordinanza».
La nuova composizione, solitamente preceduta da tre squilli di tromba e da una breve fanfara di autore ignoto, risalente forse al XVIII secolo e nata probabilmente come aria da caccia, divenne quindi marcia d'ordinanza per le truppe del regno e accompagnamento per ogni uscita pubblica del sovrano. La prima esecuzione pubblica avvenne nell'agosto 1834, quando il re Carlo Alberto passò in rivista alcune truppe radunate a San Maurizio Canavese per un campo di istruzione. Nel 1848, in veste di musica ufficiale dello Stato sabaudo, le venne affiancato l'Inno Sardo, realizzato nel 1844 da Giovanni Gonella su testo di Vittorio Angius come omaggio della popolazione sarda a Carlo Alberto. Composta per orchestra di fiati e percussioni, la Marcia reale ha un andamento marziale, intorno alle 120 pulsazioni al minuto, e ufficialmente non prevede un testo.
Mentre l'Inno Sardo divenne una sorta di "patrimonio personale" del re, tenuto sempre in grande considerazione dai sovrani di Casa Savoia, la Marcia reale acquistò popolarità fra la gente e venne considerata, anche se nessuna legge la decretava tale ufficialmente, l'inno del Regno di Sardegna. Dopo l'unità d'Italia, nel 1861, divenne l'inno nazionale del nuovo Stato. Nonostante alcune critiche sull'originalità della musica (il brano di Gabetti fa trasparire qualche somiglianza con l'ouverture de La Cenerentola e con una marcia del Mosè in Egitto, due opere di Gioachino Rossini), la melodia facilmente riconoscibile e la brillantezza del ritmo ne decretarono presto il successo fra la popolazione al punto che, nei decenni successivi, ne vennero realizzate trascrizioni per gli strumenti musicali più disparati, dalla banda militare all'orchestra sinfonica, al pianoforte, all'organo.
Benché fosse espressione di Casa Savoia, che aveva contribuito in maniera determinante all'unificazione del Paese, in alcuni ambienti libertari la Marcia reale non raccolse particolari apprezzamenti a causa della musica, giudicata retorica e ampollosa, e dei testi (non ufficiali) che la accompagnavano, i quali si incentravano più sulla figura del sovrano e sull'istituzione monarchica che sulla storia dell'Italia e sulle battaglie per l'affrancamento dagli stranieri che, in ogni epoca, avevano fatto della Penisola un luogo di conquista. Fra coloro che non si identificavano pienamente nella Marcia reale c'era Giuseppe Verdi, il quale, nel suo Inno delle Nazioni, una cantata profana composta in occasione dell'esposizione universale di Londra del 1862, utilizzò una citazione de Il Canto degli Italiani (e non della Marcia reale) per simboleggiare l'Italia.

### XX secolo
Nonostante le critiche, nessuno pensò mai seriamente di sostituire la Marcia reale, la quale, rinvigorita dalla vittoria dell'Italia nella prima guerra mondiale, continuava a riscuotere ampio successo fra la popolazione. A partire dal 1925 e fino alla caduta del regime mussoliniano, la Marcia reale veniva immediatamente seguita, in ogni occasione pubblica, da Giovinezza, l'inno ufficiale del Partito Nazionale Fascista. Qualcuno pensò addirittura di fondere insieme i due inni, affidando il compito a Umberto Giordano, ma quest'ultimo rifiutò l'invito e la proposta venne presto dimenticata. Nel 1931, presso il Teatro Comunale di Bologna, Arturo Toscanini si rifiutò di eseguire sia la Marcia reale che Giovinezza prima di un concerto in memoria di Giuseppe Martucci, circostanza che lo portò ad avere un alterco con un militante fascista e che fu una delle basi della sua decisione di abbandonare l'Italia.
Il governo Badoglio, dopo l'armistizio di Cassibile, in segno di discontinuità con la monarchia adottò provvisoriamente La leggenda del Piave come inno nazionale. Liberata Roma nel 1944 e tornati governo e re nella capitale, la Marcia reale fu di fatto reintrodotta come inno nazionale e rimase sia dopo la nomina del principe Umberto di Savoia come luogotenente generale del regno, sia dopo la sua elevazione a nuovo re d'Italia, avvenuta il 9 maggio 1946. Le uscite pubbliche del sovrano vennero accompagnate dall'esecuzione della Marcia reale fino al 13 giugno, data della sua partenza per il Portogallo. Il brano, però, non venne sostituito fino al 12 ottobre 1946 quando Cipriano Facchinetti, ministro del governo De Gasperi, comunicò che il successivo 4 novembre, in occasione del giuramento delle forze armate, come inno nazionale si sarebbe adottato Il Canto degli Italiani. Tuttavia, a causa di questa confusione, capitò che durante alcune manifestazioni sportive e istituzionali organizzate all'estero dopo la caduta della monarchia italiana, i corpi musicali delle nazioni ospitanti continuassero erroneamente a suonare, fra l'imbarazzo delle autorità repubblicane, la Marcia reale.
Il brano di Gabetti venne comunque mantenuto come musica ufficiale di varie associazioni e partiti monarchici, e, almeno fino alla fine degli anni settanta del XX secolo, anche come simbolo identitario-tradizionale degli italiani di orientamento conservatore emigrati in America, in contrapposizione a quelli di matrice repubblicana, legati invece all'Inno di Garibaldi di Mercantini-Olivieri. La Marcia reale, in veste di patrimonio storico, viene ancora ufficialmente eseguita in pubblico durante le celebrazioni popolari tradizionali (come le solennità di San Gennaro, di Sant'Antonio o il Columbus Day) delle comunità italo-americane di molte città statunitensi.

## Testo
Essendo la Marcia reale una composizione esclusivamente strumentale, non ne esiste un testo ufficiale. Dopo l'unità d'Italia, quando il brano divenne inno nazionale, si cercò di darle delle parole, ma la particolarità della musica, che la rende poco adatta al canto, per decenni rese difficile qualsiasi applicazione di testo. Sono tuttavia presenti alcuni testi non ufficiali, spesso di attribuzione incerta, che accompagnarono in numerose occasioni l'esecuzione dell'inno.